# NGC 737
NGC 737是三角座的一個三星系統。1850年10月11日，爱尔兰工程师宾登·布拉德·斯托尼记录了恒星的位置。